# اباتيد
اباتيد، وهو مصطلح تقني قديم يطبق في أعمال البناء والمعادن على الأجزاء التي تتدنى عن السطح، كما هو الحال في النقوش حيث يحفر السطح حول الحروف لتترك الحروف أو الزخرفة بارزة.